# 맥베스 (희곡)

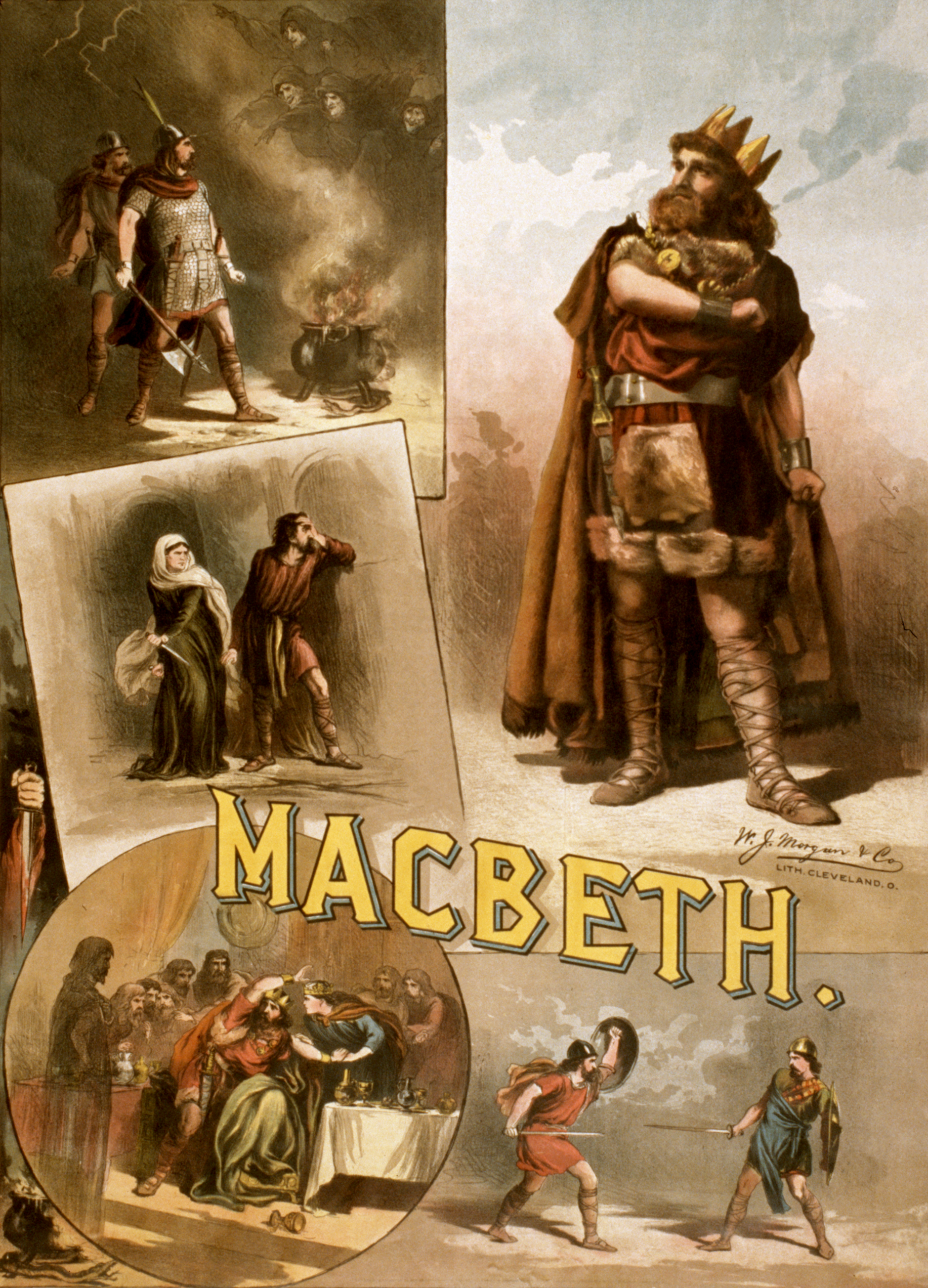
1884년경의 《맥베스》 공연 포스터.

《맥베스의 비극》(The Tragedy of Macbeth, 추정 1606년), 흔히 줄여서 《맥베스》는 셰익스피어가 쓴 비극이다.

## 개요
이 비극은 셰익스피어의 작품 중 가장 짧고 급속한 극의 전개로 긴장감이 넘친다. 던컨 살해 장면부터 문지기가 희극스러운 한숨을 돌리는 장면까지의 전개가 특히 우수하다. 초자연적 요소가 현저한 점도 특징이다.
윌리엄 셰익스피어의 4대 비극은 공통적으로 주인공들이 어떤 성격적 결함을 갖고 있고 이 결함으로 인해 초래된 비극을 다루고 있는데 맥베스는 야망으로 인한 비극이다.

## 등장 인물
- 맥베스: 글라미스의 영주, 던컨의 사촌이자 던컨 휘하의 장군
- 레이디 맥베스: 맥베스 부인
- 뱅코: 던컨 휘하의 장군
- 플리언스: 뱅코우의 아들
- 덩컨: 스코틀랜드의 왕
- 맬콤: 던컨왕의 아들
- 도날베인: 던컨왕의 아들
- 맥더프: 파이프의 영주
- 시워드: 노섬벌랜드 백작이자 영국군 장군
- 시튼: 맥베스 휘하의 장교
- 세 마녀외 다수

## 줄거리
스코틀랜드 장군 맥베스는 동료 뱅코우와 함께 노르웨이 침략군과의 전투를 치르고 개선하다가 황야에서 세 마녀를 만난다. 그곳에서 맥베스가 왕이 되고 뱅코우의 자손들도 장차 왕이 될 것이라는 예언을 듣는다. 이를 듣고서 맥베스는 망설이지만, 그 이상으로 권력욕 있는 부인이 부추기자 때마침 마중 나온 왕 덩컨을 살해하고, 그 후 뱅코우와 파이프의 영주 맥더프의 처자마저 죽인다. 하지만 맥베스는 뱅코우의 망령에 시달리고, 부인은 양심의 가책으로 말미암아 몽유병 환자가 되었다가 끝내 자살한다. 마녀의 두 번째 예언은 버넘의 숲이 움직이지 않는 한, 또 여자에게서 태어난 것에는 맥베스가 결코 패하지 않는다는 것이었다. 그러나 던컨의 아들 맬컴은 버넘 숲의 나뭇가지를 들고 쳐들어오고, 맥더프도 사망한 어머니의 몸에서 제왕절개로 태어났다는 말에 맥베스의 마음이 꺾여 맥더프의 칼에 넘어진다. 결국 맥베스는 맥더프와 싸워 끝내 맥더프가 맥베스를 죽이고 맥더프는 던컨의 아들에게 왕위를 돌려준다.

## 공연 기록
현존하는 가장 오래된 공연 기록은 1611년에 사이먼 포먼(en)이 남긴 관람 기록으로, 글로브 극장에서 공연했다고 한다.

## 배경
4대 비극 중 가장 마지막 작품인 이 작품은 스코틀랜드의 역사극에서 모티브를 취재한 것으로 1606년 덴마크 왕이 영국을 방문했을 때 상연하기 위해 쓴 것이다.